# Monika Czerninová
Monika Czerninová (německy Monika Czernin, * 18. února 1965 Klagenfurt) je rakouská spisovatelka a filmařka s původem v českém šlechtickém rodu Černínů z Chudenic.

## Život
Pochází z vrchlabské větve Czerninů z Chudenic. Narodila se jako první dcera Vinzenze Czernina (1932–2016) a jeho manželky Veroniky von Miller (* 1938). Její otec byl bratrancem Rudolfa Czernina (1924–2004), 9. vladaře domu hradeckého a chudenického.
Monika Czerninová studovala pedagogiku, politologii, filosofii a publicistiku na Vídeňské univerzitě, studium zakončila roku 1992 magisterským titulem. Během studií pracovala pro rozhlasovou stanici ORF a později pro televizní oddělení ORF v berlínské pobočce ORF. Poté působila jako kulturní redaktorka deníku Die Presse. Od roku 1996 žije u Starnberského jezera a živí se jako spisovatelka a filmařka na volné noze.
V roce 2005 napsala románovou biografii o své pratetě Norbertině „Noře“ Kinské Ich habe zu kurz gelebt. Die Geschichte der Nora Gräfin Kinsky, kde zároveň ztvárnila hlavní postavu  V roce 2007 byl zveřejněn televizní dokument Moniky Czerninové: Die Gräfin und die russische Revolution – Nora Kinsky – Die Rotkreuzbaronin („Hraběnka a ruská revoluce – Nora Kinská – Baronka z Červeného kříže“).
V roce 2010 vydala zápisky z cest svého předka Otakara Černína pod názvem Graf Ottokar Czernin: Mein Afrikanisches Tagebuch („Hrabě Otakar Černín: můj africký deník“).
Její knihy o výchově, které napsala společně s Remem H. Largem, patří mezi longsellery.

## Publikace (výběr)
- 1999: Jeder Augenblick ein Staunen, Walter Verlag, Zürich 1999, ISBN 978-3-530-60053-7; Piper-Verlag, München/Zürich 2002, ISBN 978-3-492-23695-9.
- 2001: Picassos Friseur. Die Geschichte einer Freundschaft, společně s Melissou Müllerovou, Kiepenheuer & Witsch, Köln 2001, ISBN 978-3-462-02980-2.
- 2003: Gebrauchsanweisung Wien, Piper Verlag, München 2003, ISBN 978-3-492-27511-8.
- 2003: Glückliche Scheidungskinder, společně s Remem H. Largem, Piper Verlag, München 2003, ISBN 978-3-492-04417-2.
- 2004: Duino, Rilke und die Duineser Elegien, dtv-Verlag, München 2004, ISBN 978-3-423-34108-0; Christian Brandstätter Verlag, Wien 2004, ISBN 978-3-85498-363-7.
- 2005: Ich habe zu kurz gelebt. Die Geschichte der Nora Gräfin Kinsky, List Verlag, Berlin 2005, ISBN 978-3-471-77276-8.
- 2008: Dieses herrliche Gefühl der Freiheit. Frieda von Bülow und die Sehnsucht nach Afrika, List Verlag, Berlin 2008, ISBN 978-3-471-77279-9.
- 2011: Lisa, Prinzessin über Nacht, s kresbami Kera Tillová|Kery Tillové, Hanser Verlag Kinder- und Jugendbuch, München 2011, ISBN 978-3-446-23784-1.
- 2011: Jugendjahre, společně s Remem H. Largem, Piper Verlag, München 2011, ISBN 978-3-492-05445-4.
- 2013: Marie von Miller: Die Malerin an der Seite Oskar von Millers, Volk Verlag, München 2013, ISBN 978-3-86222-119-6.
- 2014: Das letzte Fest des alten Europa: Anna Sacher und ihr Hotel, Albrecht Knaus Verlag, München 2014, ISBN 978-3-8135-0434-7. Als TB "Anna Sacher und ihr Hotel. Im Wien der Jahrhundertwende", TB Penguin Verlag, München 2014, ISBN 978-3-328-10058-4
- 2017: Maria Theresia – Liebet mich immer. Briefe an ihre engste Freundin, společně s Jeanem-Pierrem Lavandierm, Ueberreuter-Verlag, Wien 2017, ISBN 978-3-8000-7664-2.

## Filmografie (výběr)
- 2001: Picassos Friseur (režie společně s Felixem Breisachem)
- 2005: Hitler und der Adel (scénář společně s Melissou Müllerovou, režie)
- 2007: Die Gräfin und die Russische Revolution – Nora Kinsky – Die Rotkreuzbaronin (scénář, režie a hlavní role)
- 2008: Alte Mauern - neue Ideen. Menschen in Europa (režie)
- 2010: Der Traum vom Gelobten Land – Theodor Herzl und das moderne Israel (scénář společně s Melissou Müllerovou, režie)
- 2012: Bergwelten – Vom Sinn des Lebens: Viktor Frankl – Zum 15. Todestag (scénář a režie)
- 2014: Universum History – Diplomatische Liebschaften – Die Mätressen des Wiener Kongresses (scénář společně s Melissou Müllerovou a režie)
- 2015: Remo Largo – Ein Leben für unsere Kinder (Dokumentarfilm 52 min, Buch a režie společně s Aldo Gugolz)
- 2017: Universum History – Maria Theresia – Majestät und Mutter (scénář a režie)
- 2021: Josef II.: Rebel na trůnu (koprodukční dokumentární film, spoluautor Maximilian Traxl)